# Tarquitius
Tarquitius ist der Name einer römischen Familie mit etruskischen Wurzeln.

## Etymologie
Tarquitius ist die lateinische Entsprechung des etruskischen Namens tarqu(n)-na, auch tarcna oder tarχna. Der Name geht zurück auf den kleinasiatisch-ägäischen Gott Tarku, der mit der Einwanderung der Etrusker in Italien assimiliert wurde und sich zum Held Tarchon des etruskischen Volkes wandelte. Auf die Stammform tarchna führen zwei römische Familien ihren Namen zurück: Tarquitius und Tarquinius. Beide sind durch die etruskischen Grabfunde von Caere belegt, wobei der Name Tarquitius dort sogar noch häufiger anzutreffen ist.
Der Name Tarquitius galt den Römern als Synonym oder Nebenform von Tarquinius, wie das Beispiel der tarquitischen Treppe zeigt, die Lucius Tarquinius Superbus gebaut haben soll. Tarquitius wurde auch irrtümlich verwendet, da nach der Vertreibung der Tarquinier aus Rom eigentlich keine Mitglieder der Familie in den Überlieferungen auftauchen sollten wie im Fall des Patriziers L. Tarquinius im 5. Jh. v. Chr. Der Reiterführer unter Lucius Quinctius Cincinnatus wird deshalb in verschiedenen Quellen als L. Tarquitius aufgeführt.

## Familienangehörige
| Name                                            | f/h | Zeitraum (±Jh.) | Beschreibung (zu beachten ist fiktiv/historisch) |
| ----------------------------------------------- | --- | --------------- | --- |
| C. Tarquitius                                   | h   | -1.             | Quaestor des Proconsuls C. Annius Luscus |
| L. Tarquitius                                   | h   | -1.             | Überbrachte Briefe von Marcus Tullius Cicero |
| Tarquitius Crescens                             | h   | 1.              | Centurio unter Lucius Iunius Caesennius Paetus, starb während der Partherkriege |
| M. Tarquitius Crispus Fronto                    | h   | 1.              | Aufgeführt auf einer schlecht erhaltenen Basisinschrift |
| Tarquitius Priscus                              | h   | 1               | Lateinisch schreibender Autor, der das Werk ostentarium arborarium verfasst hat, eine „geordnete und kommentierte Auflistung von Bäumen und Sträuchern“ in Zusammenhang mit göttlichen Zeichen. |
| C. Tarquitius Priscus                           | h   | 1               | Legat des Quintus Sertorius im Sertorischen Krieg |
| M. Tarquitius Priscus                           | h   | 1               | Legat des Proconsul Titus Statilius Taurus |
| Quintus Manlius Ancharius Tarquitius Saturninus | h   | 1.              | Prokonsul in Afrika |
| Quintus Tarquitius Catulus                      | h   | 2./3.           | Statthalter in der römischen Provinz Niedergermanien |

1. ↑  f=fiktiv, h=historisch